# استهولم
استهولم (به لاتین: Stoholm) یک منطقهٔ مسکونی در دانمارک است که در Viborg Municipality واقع شده‌است. استهولم ۱٫۸۵ کیلومتر مربع مساحت و ۲٬۵۲۲ نفر جمعیت دارد.